# Berolina (tramwaj)

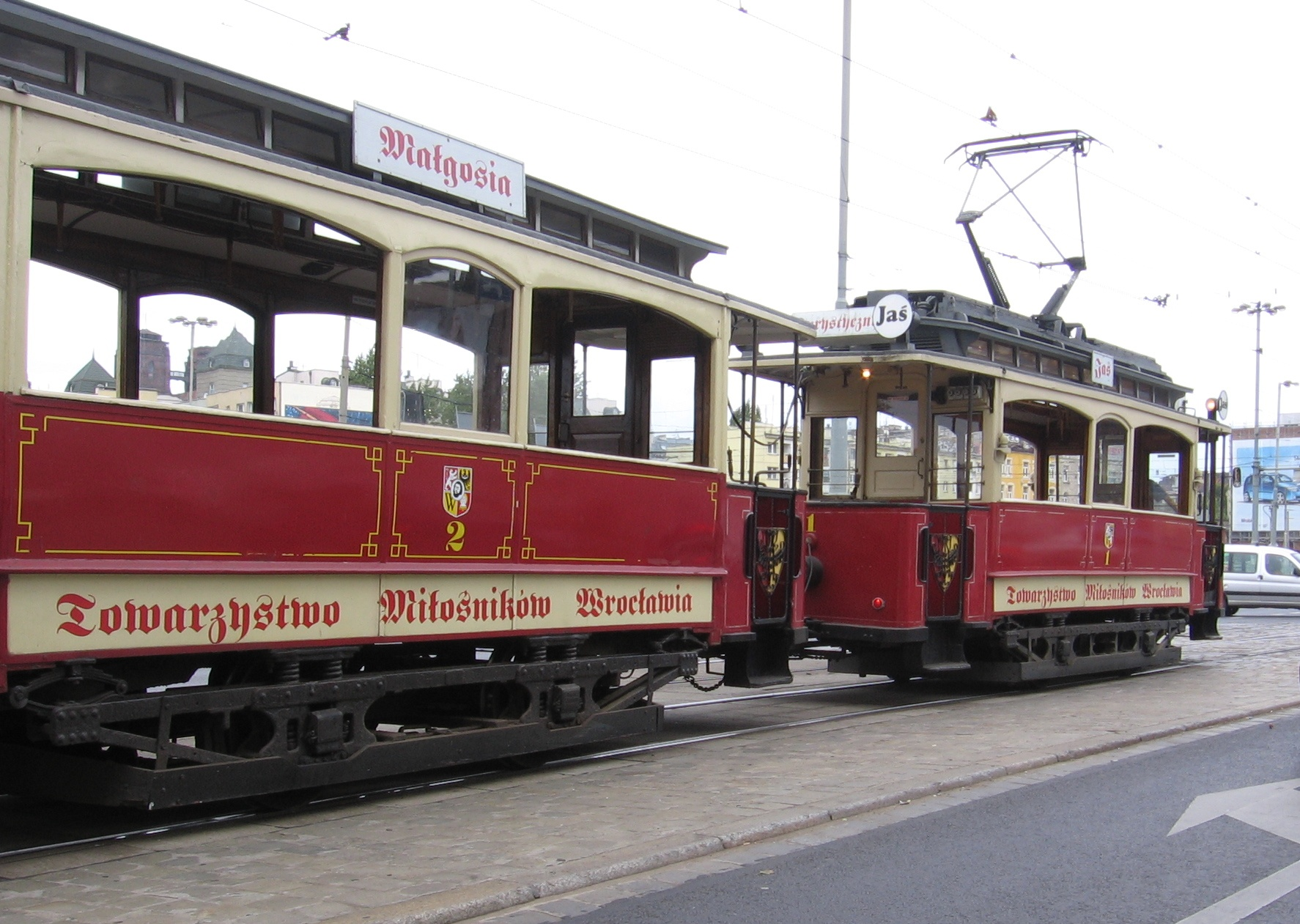
Skład wrocławskich wagonów historycznych Jaś i Małgosia z 1901

Berolina – oznaczenie tramwaju elektrycznego wytwarzanego w latach 1898–1903 i eksploatowanego w Berlinie i Wrocławiu.

## Konstrukcja
Wagony typu Berolina to jednoczłonowe, dwustronne i dwukierunkowe wozy produkowane w wersji silnikowej i doczepnej – biernej. Drewniane pudło wagonu osadzono na dwuosiowym podwoziu. Stanowisko motorniczego umieszczono na otwartym pomoście, zaś przedział pasażerski oddzielono przesuwanymi drzwiami. Wewnątrz zamontowano naprzeciw siebie drewniane ławy.

## Wersje
Tramwaje Berolina były dostarczane do Berlina w latach 1898–1903 w dwóch wersjach:
- Alt-Berolina
- Neu-Berolina

W zależności od zapotrzebowania montowano jednak silniki rozmaitych producentów o zróżnicowanej mocy, a wagony dostosowywano do indywidualnych wymagań przewoźnika.
Na bazie wersji Neu w zakładach Linke-Hofmann Werke wyprodukowano w latach 1901–1902 serię wozów dla przewoźników we Wrocławiu. Podwozia wagonów dostarczyła wrocławska firma Eisenwerk Gustav Trelenberg, a wersje dla poszczególnych przewoźników różniły się szczegółami budowy układów hamulcowych.

## Eksploatacja

### Berlin
Beroliny wykorzystywane były przez szereg berlińskich przewoźników tramwajowych i podlegały modernizacjom. Wycofywano je stopniowo do lat 30. XX wieku.
W Niemieckim Muzeum Techniki w Berlinie eksponowany jest wagon Neu-Berolina z 1901 o numerze 40 w malowaniu Westliche Berliner Vorortbahn. Do dziś zachował się też czynny wagon Neu-Berolina z 1901 o numerze 2082, który odtworzono w malowaniu spółki Große Berliner Straßenbahn (GBS). Uczestniczy on w przejazdach okolicznościowych.

### Wrocław
Wagony eksploatowane we Wrocławiu również poddawane były modernizacjom i przebudowom, a ostatecznie zostały wycofane w latach 30. XX wieku. Część z nich wykorzystywano później jako tabor gospodarczy. Przykładem takiego zastosowania był holownik typu BT-1.
Po II wojnie światowej dwa egzemplarze z 1905 roku (silnikowy i doczepny) odbudowano i służą na linii turystycznej Towarzystwa Miłośników Wrocławia jako Jaś i Małgosia. Wagony przystosowano do wymagań technicznych i przepisów ruchu drogowego. W odbudowanym wagonie silnikowym zamontowano, w odróżnieniu od oryginału, pantograf typu „wiedeńskiego”. Początkowo wagony muzealne pomalowane były na kremowo-niebiesko, a następnie uzyskały malowanie biało-czerwone.

### Kraków
Przebudowany na holownik wrocławski tramwaj o numerze G-051, w latach 80. XX wieku przetransportowano do Krakowa, gdzie zasilił zbiory Muzeum Inżynierii Miejskiej. W 2016 roku został odbudowany przy zachowaniu jego technicznego charakteru i jest czynnym tramwajem muzealnym.